# Operación Earnest Will
La Operación Earnest Will fue una operación militar de Estados Unidos de protección de los petroleros kuwaitíes de los ataques iraníes en el golfo Pérsico durante la guerra Irán-Irak (1987-1988). La operación tuvo lugar entre el 24 de julio de 1987 y el 26 de septiembre de 1988 y fue planeada y conducida por el Mando Central. Además de la Marina, que protegía directamente a los petroleros, entraron en acción helicópteros y aviones de observación que tenían la misión de alertar de acercamientos de naves iraníes. Fue la mayor operación de convoyes desde el fin de la Segunda Guerra Mundial.

## Historia

### Trasfondo

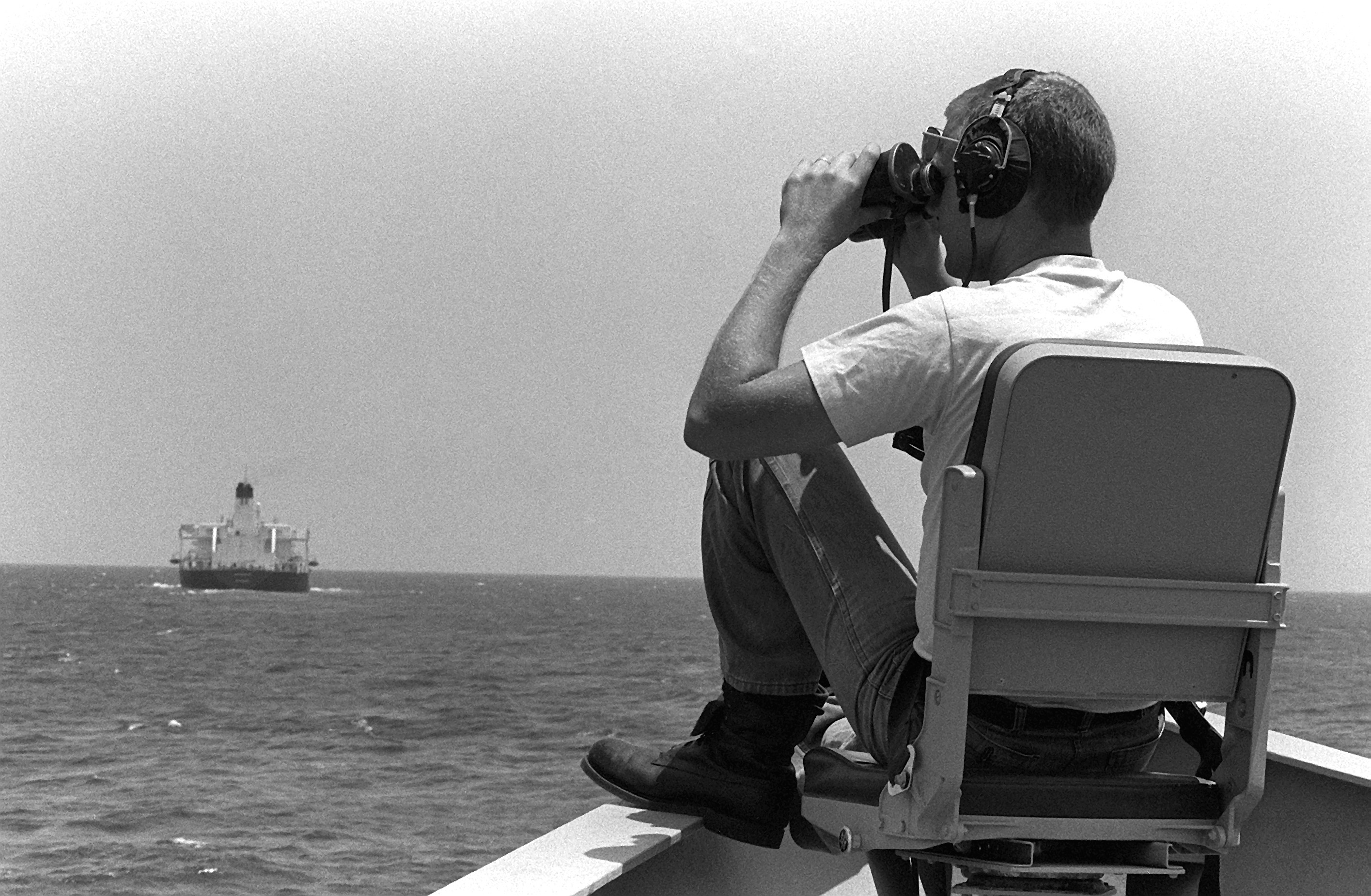
Especialista comprobando la ausencia de minas.

Durante la guerra, en 1981, tanto Irán como Irak atacaron a petroleros y barcos mercantes del otro bando para imposibilitar las importaciones y exportaciones y así debilitar al enemigo. En 1984, ambas partes firmaron una moratoria de la ONU por la cual se comprometían a no abrir fuego contra objetivos civiles. Sin embargo poco después Irak violó el acuerdo, lo que llevó a Irán a reanudar los ataques. El 1 de noviembre de 1986, Kuwait solicitó oficialmente ayuda, pues los barcos bajo su bandera, así como los de Arabia Saudí, resultaban atacados con frecuencia. La Unión Soviética reaccionó a principios de 1987 y anunció que fletaría petroleros soviéticos. El 7 de marzo, los Estados Unidos ofrecieron a Kuwait que once de los petroleros kuwaitíes viajaran bajo la bandera de los Estados Unidos. De esta forma, fue posible para los norteamericanos escoltar a los petroleros, pues cualquier ataque a los barcos sería una agresión contra los Estados Unidos. Kuwait aceptó esta oferta. El 17 de mayo un avión iraquí disparó dos misiles Exocet contra la fragata USS Stark matando a 37 miembros de la tripulación e hiriendo a 21, acción que consideró un «error del piloto». Tras este ataque, los Estados Unidos enviaron naves de guerra a la región.

### Operación

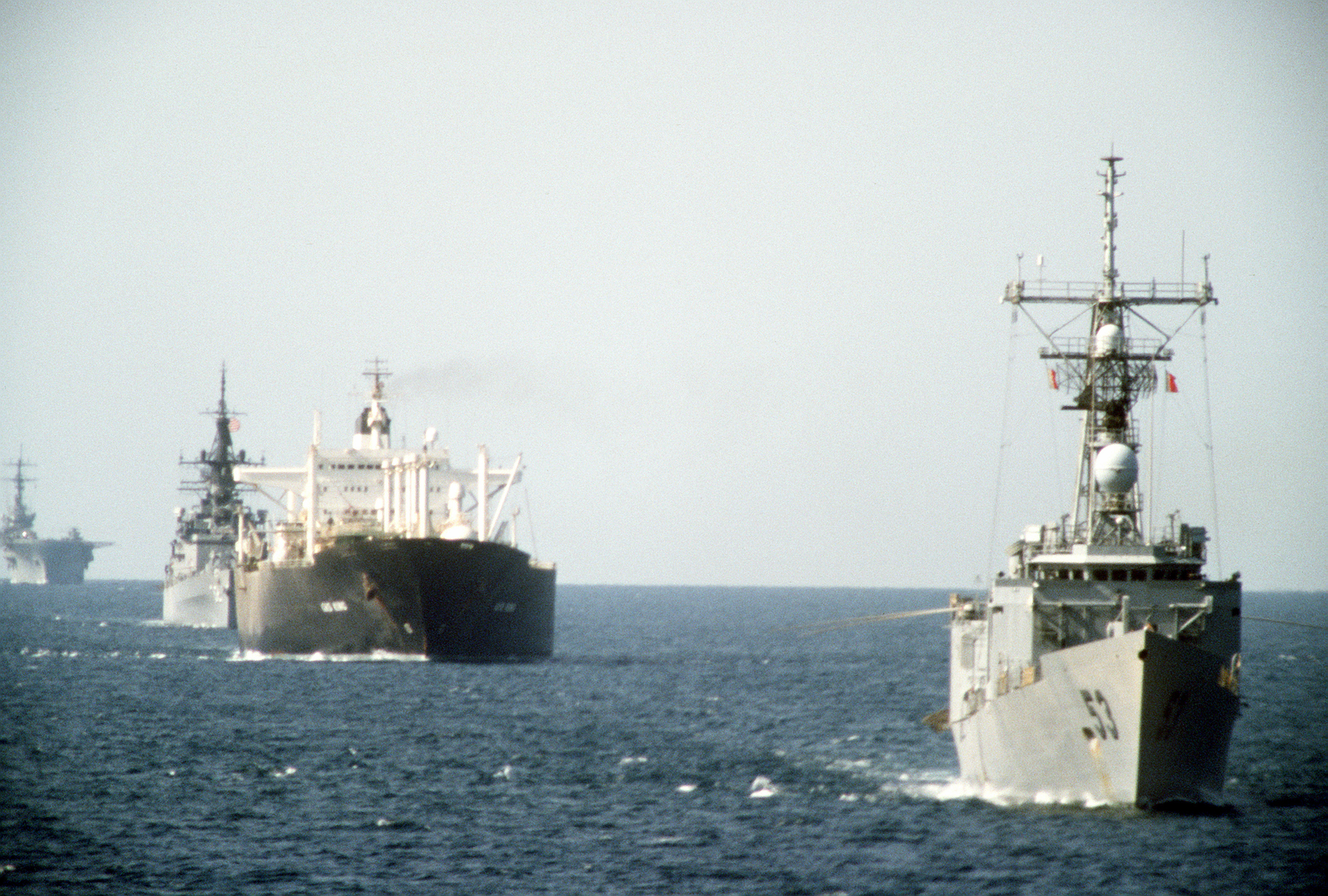
Gas King siendo escoltado.

Las escoltas comenzaron el 22 de julio de 1987. Además de las naves de guerra, los grupos integraban aeronaves de supervisión AWACS de la Fuerza Aérea de los Estados Unidos y helicópteros del ejército.
En el primer viaje el MV Bridgeton (conocido bajo bandera kuwaití como al-Rekkah) topó contra una mina iraní. A pesar de los daños pudo terminar el viaje. La escolta, tres barcos de guerra de casco delgado sin equipamiento apropiado contra las minas marinas. Del abandono de los ataques a gran escala contra los petroleros se deduce que Irán pretendía evitar la confrontación directa con los Estados Unidos. La marina estadounidense remolcó después de este percance tres dragaminas hasta el golfo, además de incorporar helicópteros para retirarlas. Además se presentaron en el golfo dragaminas de las marinas británica, belga, holandesa, francesa e italiana, por petición de los Estados Unidos. Como los países tardaban en implicarse en el conflicto de forma definitiva con el dragado de minas, se empleó un carguero corriente panameño, también neutral, en los trabajos de detección de minas. Además se emplearon helicópteros para custoriar a los dragaminas. Los helicópteros, que obedecían al Ejército de Estados Unidos, reposaban en los barcos de la marina e informaban a los Sikorsky UH-60 de la marina sobre sus objetivos.

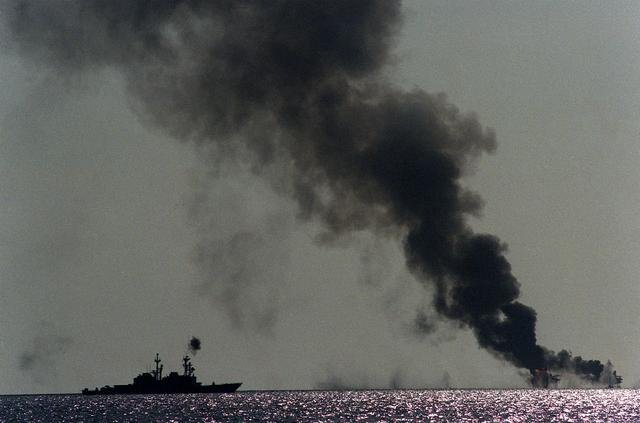
El John Young junto a una plataforma petrolífera en llamas.

La siguiente serie de ataques empezó el 15 de octubre, cuando un misil antibuque iraní Silkworm de producción china impactó contra el superpetrolero Sea Isle City que se encontraba en puerto, hiriendo a 18 miembros de la tripulación. En represalia se llevó a cabo la Operación Nimble Archer, con cuatro destructores: el USS John Young (DD-973), el USS Hoel (DDG-13), el USS Kidd (DDG-993) y el USS Leftwich (DD-984). La misma consistía en un ataque a dos plataformas petroleras. A las 13:40, se retransmitió un aviso, y, veinte minutos más tarde, comenzó el ataque. A las 14:00, dos naves atacaron cada plataforma con su artillería de cinco pulgadas. Una de las plataformas quedó completamente destruida, mientras que la otra quedó dañada en un 90 %.
Mientras que los ataques a los petroleros de naciones neutrales, aunque a una escala reducida, continuaron, la Operación Earnest Will detuvo las agresiones a los petroleros cuya bandera había cambiado se detuvieron. En 1988 la situación en el golfo se hizo más tensa, con la participación de ocho marinas locales y diez internacionales. El USS Samuel B. Roberts (FFG-58) resultó dañado cuando, en abril, tras participar en un convoy, topó con una mina iraní. En represalia, la marina estadounidense llevó a cabo la Operación Mantis Religiosa, en la que atacaron a las naves de guerra iraníes y las plataformas petroleras empleadas como base naval. Dos barcos iraníes fueron destruidos y dos pilotos estadounidenses murieron cuando el helicóptero que tripulaban se estrelló. El 3 de julio, el USS Vincennes derribó, por error de identificación, el vuelo civil iraní 655, un Airbus A300B2, sobre el estrecho de Ormuz. Murieron 290 personas. La última misión de escolta se llevó a cabo el 26 de septiembre de 1988. La realizó el USS Vandegrift (FFG-48).

## Resultado
La Operación Earnest Will fue la mayor misión de escolta de la Marina estadounidense desde la Segunda Guerra Mundial. En ella 259 naves escoltaron a 127 convoyes. La operación permitió mantener el suministro de petróleo para los países occidentales durante el conflicto. Según el Lloyd's Register, 546 barcos civiles resultaron dañados y murieron aproximadamente 430 marineros. También fue la primera misión de los Estados Unidos en el golfo para proteger sus intereses en la región petrolera.
En 1992 Irán presentó una demanda a la Corte Internacional de Justicia para que se aclarasen las agresiones a las plataformas petroleras durante la Operación Nimble Archer así como las ocurridas posteriormente durante la Operación Mantis Religiosa en el marco del tratado de 1955 entras las partes Treaty of Amity, Economic Relations and Consular Rights between the United States of America and Iran, más tarde referida como Oil Platforms (Islamic Republic of Iran v. United States of America).
El 6 de noviembre de 2003, la Corte Internacional de Justicia falló una sentencia sobre la legitimidad de las agresiones. En la disposición 14:2 se resolvió que la operación no era necesaria para asegurar la seguridad de los Estados Unidos de acuerdo con el artículo XX párrafo 1 (d) del acuerdo. Este acuerdo permitía emprender acciones de guerra solo en defensa de sus intereses directos. También determinó que esto no «...puede sin embargo sostener la presentación de la República Islámica de Irán de que esas acciones constituyen una rotura de las obligaciones de los Estados Unidos de América de acuerdo al Artículo X, párrafo 1, del tratado, concerniente a la libertad de comercio entre los territorios de las partes y que, consecuentemente, la reclamación de reparaciones no puede sostenerse».